# Sergio Mattarella
Sergio Mattarella (udtalelse: [ˈsɛrdʒo mattaˈrɛlla]; født 23. juli 1941, Palermo) er en italiensk politiker, dommer og præsident for Italien, han overtog posten den 3. februar 2015. Han er medlem af Partito Democratico.

## Galleri
- Sergio Mattarella, 3. februar 2015, ved edsaflæggelsen i parlamentet.
- Sergio Mattarella med sin forgænger, Giorgio Napolitano